# Miracolo del cuore dell'avaro

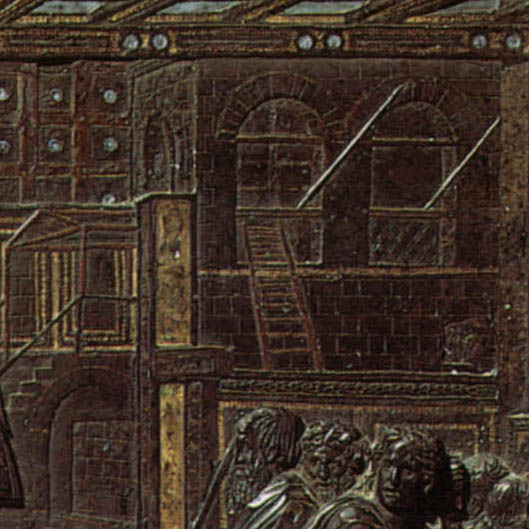
Dettaglio

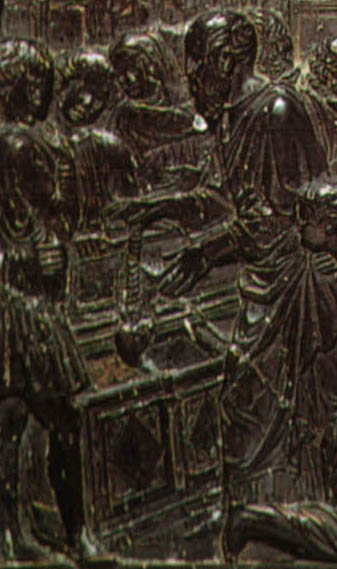
Il ritrovamento del cuore, dettaglio

Il Miracolo del cuore dell'avaro è un rilievo di Donatello facente parte della decorazione dell'altare della basilica del Santo a Padova, in particolare della serie dei quattro Miracoli di Sant'Antonio. È in bronzo con dorature (57x123 cm) e risale a dopo il 1446, completato entro il 1453.

## Storia
L'altare e le sue decorazioni vennero eseguiti tra la seconda metà del 1446 e la partenza dell'artista da Padova, nel 1453. Le opere vennero ritoccate per molto tempo, ben oltre la partenza di Donatello: se ne ha notizia fino al 1477.
Poiché la struttura architettonica originale dell'altare andò distrutta sul finire del XVI secolo, la versione che oggi si vede è una ricostruzione controversa dell'architetto Camillo Boito del 1895.
I rilievi dei Miracoli si trovavano forse sotto i gruppi laterali dei santi a tutto tondo, due davanti e due sul lato posteriore, intervallati probabilmente dai rilievi dei Putti. Prima di Donatello questi episodi della vita del Santo erano stati ritratti molto raramente, per cui egli dovette quasi inventarsi l'iconografia. 

## Descrizione e stile
I quattro pannelli furono concepiti come scene di massa, estremamente ricche di dettagli e di vari microepisodi narrativi, con una molteplicità di figure difficile da eguagliare.
Secondo le storie di sant'Antonio da Padova un uomo molto ricco era morto e Antonio stava assistendo alle sue esequie. Preso da un'ispirazione subitanea si mise a gridare che il morto non andava sepolto in luogo consacrato, poiché privo di cuore. Stupiti dalla sua affermazione i presenti chiesero a Antonio di dimostrare la sua affermazione ed egli, come è citato nel Vangelo di Luca (Dov'è il tuo tesoro, lì è anche il tuo cuore), fece cercare nella cassapanca dove teneva il suo denaro e lì effettivamente venne rinvenuto. 
La scena mostra al centro i cerusici che aprono il petto dell'uomo e non vi rinvengono niente, mentre più a sinistra un uomo apre un forziere e vi rinviene effettivamente il cuore dell'uomo. Da questa scena si voltano rapidamente alcuni personaggi per adorare il sant'uomo che aveva detto il vero e, guidando anche l'occhio dello spettatore verso destra, indicano la figura di sant'Antonio che con una mano indica l'avaro, mentre ai suoi piedi sono già inginocchiati dei fedeli che si prostrano umilmente, abbassando il capo o, addirittura, baciando la terra dove ha camminato. 
Sullo sfondo si vedono alcuni chierici del corteo funebre e nella folla si possono distinguere le più varie emozioni: dallo stupore alla devozione, dalla curiosità (come quella dei personaggi che salgono su un tavolo per vedere meglio) alla paura, come quella dei bambini che a destra scappano verso le loro madri. L'episodio viene così calato nel reale e proprio dal contrasto tra la vita normale e l'evento miracoloso scaturisce la forte tensione emotiva della scena.

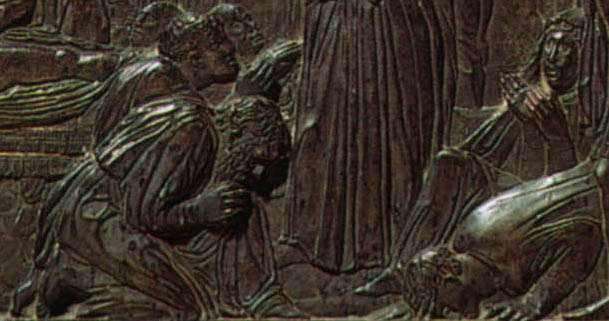
Dettaglio degli adoranti

Straordinaria, come negli altri episodi, è l'ambientazione architettonica, perfettamente tridimensionale e centrata prospetticamente nonostante il bassissimo rilievo dello stiacciato. Il miracolo è ambientato in una strada che porta a una chiesa, della quale si vede il grandioso portale ad arco, chiuso e rappresentato magistralmente in tutti i dettagli decorativi. Ai lati si trovano gli edifici, aperti sulla strada e decorati da elementi classici: archi, pilastri scanalati, timpani, soffitti a cassettoni. Grande prova di virtuosismo è data dalla rappresentazione degli ambienti soprattutto della casa di destra, con più piani attraversati da scale, scalette e passaggi perfettamente scorciati nello spazio illusorio.